# Animal Jam
Pour le jeu vidéo lancé sous le même nom en 2010, voir Animal Jam Classic.
 (juin 2019).
Si vous disposez d'ouvrages ou d'articles de référence ou si vous connaissez des sites web de qualité traitant du thème abordé ici, merci de compléter l'article en donnant les références utiles à sa vérifiabilité et en les liant à la section « Notes et références ».
Animal Jam est une série télévisée britanno-américaine en trente épisodes de 23 minutes créée par John Derevlany, produite par The Jim Henson Company et HIT Entertainment, et diffusée du 24 février 2003 au 4 avril 2003 sur TLC et rediffusée sur Discovery Kids.
En France, elle a été diffusée sur France 3 à partir du 14 octobre 2004.[réf. souhaitée] Elle reste inédite dans les autres pays francophones.